# اوروگلیتسا
اوروگلیتسا (به صربی: Oruglica) یک منطقهٔ مسکونی در صربستان است که در لسکواس واقع شده‌است. اوروگلیتسا ۱۷۳ نفر جمعیت دارد.